# Siphonogorgiidae
Siphonogorgiidae é uma família de corais da ordem Malacalcyonacea.

## Gêneros
Seguem os gêneros da família:
- Chironephthya (Studer, 1887)
- Siphonogorgia (Kölliker, 1874)